# Leptacis halia
Leptacis halia är en stekelart som först beskrevs av Walker 1836.  Leptacis halia ingår i släktet Leptacis och familjen gallmyggesteklar. Inga underarter finns listade i Catalogue of Life.